# Никола Драгаш
Никола Драгаш (Панчево, 15. септембар 1981) српски је илустратор дечјих књига и уџбеника и карикатуриста.
Од априла 2016. до јуна 2018. године је водио школу карикатуре при Дому омладине Панчево, а од марта 2019. води секцију цртања за децу „Чаробни свет цртања”. Од новембра 2020. води и ликовну секцију „Илустрацијом учимо српску историју и традицију”, при школи традиције, у организацији „Сачувајмо породицу” из Панчева. Добитник је признања „Класово мајсторско перо” 2020. и награде „Љубиша Дивљак” за менторство на 9. Бијеналу уметничког дечјег израза 2021.

## Биографија
Рођен је 15. септембра 1981. у Панчеву. Дипломирао је 2004. године на Београдској политехничкој на смеру за графички дизајн. Запослен је у Пошти Србије у Београду. Бави се карикатуром, дечјом илустрацијом и графичким дизајном. Своје илустрације и карикатуре објављује у новинским листовима Вечерње новости, Политика, Јеж, Илустрована Политика, Невен, Енигматика и Разбибрига.
Редован је учесник домаћих и међународних салона и изложби карикатуре и илустрације као што су „Пјер”, „Златна Кацига”, „Златни осмех”, „Златно перо”, „Мајски салон УЛУПУДС-а”, „Остен”, „Балканска смотра младих стрип аутора – Лесковац”, „Бијенале Еколошке карикатуре Сокобања” и „Крајишки салон”. Одржао је велики број радионица за децу и младе из области илустрације и карикатуре у Чикагу, Шервилу, Мервилу, Темишвару, Велењу, Београду, Панчеву, Владимировцу, Омољици, Качареву, Долову, Банатском Брестовцу, Старчеву, Чардаку, Грачаници, Старом Грацком и Ораховцу. Излагао је своје радове у оквиру манифестације „Котлићијада” која је одржана при српском православном храму „Св. Великомученика Георгија” у Шервилу, у Индијани.
Члан је УЛУПУДС-а, Удружења карикатуриста Србије — FECO, УЛУ Светионик и ULUP — Удружења ликовних уметника Панчева.
Своју прву званичну радионицу цртања је одржао на Бијеналу уметничког дечјег израза у јуну 2012. године са децом хора Звончићи, којих је било педесет. Награду „Љубиша Дивљак”, коју је примио за менторство на 9. БУДИ-ју 2021, посветио је свој деци која су до тада похађала његове радионице цртања. Одржао је радионицу карикатуре и илустрације у Јабуци 29. јула 2022, пет радионица цртања „Лето у парку” 2022. у којима је учествовало педесет деце узраста од пет до четрнаест година, четири радионице „Круг” 2023. за око четрдесеторо деце из Панчева, Америке, Немачке, Француске, Словеније, Русије и других земаља у оквиру манифестације „Културно лето у Панчеву” и четири радионице илустрације у оквиру Дечје недеље у Дому омладине Панчево. Водио је радионице цртања стрипа „ЕУ стрип – нацртај своју причу” у три циклуса за око шездесет деце узраста од шест до тринаест година и био је члан жирија за избор најбољих радова 2023. Одржао је три радионице у Велењу, у оквиру пројекта „Са децом у свет цртања”, за око сто деце узраста од шест до четрнаест година и од три до пет и заједничку изложбу дечијих радова и карикатура „Насмејана оловка” 2024.
Био је члан жирија републичког нивоа Такмичења за најбољу дечју карикатуру „Мали Пјер” 2023, 2024. и 2025. године.
Има троје деце: Дуњу, Страхињу и Сташу. Ћерка Дуња је члан ликовне секције „Чаробни свет цртања” и њена прва самостална изложба је отворена 30. маја 2021. у оквиру 9. Бијенала уметничког дечјег израза. Син Страхиња је своје радове изложио на виртуелној изложби АртФРИКА на сајту Музеја афричке уметности 2020. године, у категорији млађих разреда са највише освојених гласова. Ћерка Сташа је освојила прво место у старосној категорији за узраст пет и шест година на Међународном конкурсу „Стрип каиш” 2019. Драгаш се поред цртања бави и џудоом.

## Самосталне изложбе
Самосталне изложбе Николе Драгаша:
- Изложба карикатура „Друштвена ангажованост у карикатури”, Галерија „Јован Поповић” Опово, март 2022.
- Изложба радова „Новогодишње карикатуре”, Културни центар Панчева, децембар 2021.[25]
- Изложба карикатура, Фестивал хумора и сатире „Жаока”, Качарево, новембар 2021.
- Изложба карикатура „Није смешно”, Дом омладине Панчево 2020.[26]
- Изложба карикатура „Није смешно”, Дом културе, Виница 2019.
- Изложба карикатура „Није смешно”, Музеј Велење, Велење 2019.[27]
- Изложба карикатура „Насмејана сланина”, Сланинијада, Качарево, фебруар 2019.
- Изложба илустрација „Од читаоца до илустратора за Невен”, Културни центар Панчева 2018.
- Изложба карикатура „Весела сланина”, Сланинијада, Качарево, фебруар 2018.
- Изложба карикатура „Најмаснија изложба”, Сланинијада, Качарево, фебруар 2017.
- Изложба карикатура, Фестивал хумора и сатире „Мала празнина за велики лет”, Раковица, децембар 2016.
- Изложба карикатура, кућа Радоја Домановића, Овсиште, Топола, септембар 2016.
- Изложба дечје илустрације, Српска православна цркве Васкрсења Христовог, Илиноис, фебруар 2016.
- Изложба дечје илустрације, Градска библиотека Панчево, октобар 2015.
- Изложба дечје илустрације, ОШ „Први мај” Владимировац, новембар 2014.
- Изложба дечје илустрације, Галерија „Боем” Старчево, септембар 2014.
- Изложба карикатура, Фестивал хумора и сатире „Лалошки шешир”, Темишвар, јун 2014.
- Изложба карикатура, Фестивала хумора и сатире „Сатирична позорница Жикишон”, Параћин, новембар 2013.
- Изложба карикатура, Дом омладине Панчево, јануар 2013.
- Изложба карикатура, Дом културе „3. октобар” Банатско Ново Село, децембар 2012.
- Изложба карикатура у оквиру фестивала хумора и сатире „Жаока” у Качареву, новембар 2012.
- Изложба карикатура, Градска библиотека Панчево, октобар 2012.
- Изложба илустрација, манифестација „Сто година изложбе занатства, пољопривреде и индустрије”, Народна башта, 2005.
- Изложба цртежа Николе Драгаша и Владимира Нинића „Сви читају Панчевац 2”, Панчево, 2005.

## Награде
Награде које је примио Никола Драгаш:
- Диплома за карикатуру на 6. Међународном конкурсу „AnimalCartoon”, Бео зоо врт, Београд 2021.[28][29]
- Награда „Љубиша Дивљак” за менторство на 9. Бијеналу уметничког дечјег израза, Панчево 2021.[2][4]
- Признање „Класово мајсторско перо”, Крушевац 2020.
- Специјална награда за карикатуру „Ристо Пејатовић”, Пљевља 2019.
- Диплома за карикатуру на међународном фестивалу „Златна кацига”, Крушевац 2019.
- Специјална диплома на међународном конкурсу за карикатуру „Александар Клас”, Београд 2018.
- Треће место за карикатуру, „Чивијада”, Шабац 2018.
- Прво место за карикатуру, „Сатирични штап”, Београд 2017.
- Треће место за илустрацију, „47. Салон уметности Панчева”, 2017.
- Треће место за карикатуру, „Гроф Дракула први пут у Србији”, Темишвар 2017.
- Треће место за карикатуру „Чивијада”, Шабац 2017.
- Награда на конкурсу за цртеж на тему „Кафа и машта могу свашта”, Београд 2015.
- Треће место за карикатуру „Чивијада”, Шабац 2013.
- Друго место за карикатуру на Међународном фестивалу „Street Art”, Краљево 2013.
- Диплома за карикатуру на Међународном фестивалу „Златна кацига”, Крушевац 2013.
- Друго место за карикатуру „Куцурски клип”, Куцура 2012.
- Друго место за карикатуру „Чивијада”, Шабац 2011.
- Специјална награда за илустрацију, „Take a look”, Панчево 2008.
- Награда за илустрацију, конкурс „Ко се боји вука још”, Нови Сад 2006.
- Награда за илустрацију, конкурс „Куд нестаде преконоћ шума борова”, Нови Сад 2005.
- Друга награда за илустрацију, конкурс Црвеног крста, Београд 2002.